# ハイ!次の方
『ハイ!次の方』（ハイ つぎのかた）は、1964年1月5日から同年3月1日まで日本テレビ系列局で放送されていた読売テレビ製作のコメディ番組である。ヤクルト本社の一社提供。全9回。放送時間は毎週日曜 12:15 - 12:45 （日本標準時）。
精神病院を舞台にしたコントで当時の世相を風刺していた。

## 出演者
- かしまし娘
- 南都雄二
- 佐々十郎
- 大村崑
- 夢路いとし・喜味こいし

## スタッフ
- 作：花登筺
- 演出：小泉勲

## 放送リスト
| 回 | 放送日        | サブタイトル           | ゲスト出演者 |
| -- | ------------- | ---------------------- | ------------ |
| 1  | 1964年1月5日  | 照子先生、就任の巻     |              |
| 2  | 1964年1月12日 | 正常病患者の巻         |              |
| 3  | 1964年1月19日 | 有名作家の巻           |              |
| 4  | 1964年1月26日 | 結婚恐怖症の巻         |              |
| 5  | 1964年2月2日  | 税金病患者の巻         |              |
| 6  | 1964年2月9日  | 風変わりな拾い主の巻   | 由利徹       |
| 7  | 1964年2月16日 | 秘密のない男の巻       |              |
| 8  | 1964年2月23日 | 縁談の男の巻           |              |
| 9  | 1964年3月1日  | ミスになったミセスの巻 |              |